# دير ماولبرون
دير ماولبرون هو دير سيسترسي سابق ودولة كنسية في الإمبراطورية الرومانية المقدسة يقع في ماولبرون، بادن فورتمبيرغ. تم تسمية مجمع الدير، وهو أحد أفضل المجمعات المحفوظة في أوروبا، كموقع للتراث العالمي لليونسكو في عام 1993. 
تأسس الدير عام 1147 وشهد نموًا اقتصاديًا وسياسيًا سريعًا في القرن الثاني عشر، ثم عانى من صعوبات في أواخر القرن الثالث عشر والقرن الرابع عشر. عاد الرخاء في القرن الخامس عشر واستمر حتى ضم دوقية فورتمبيرغ ماولبرون عام 1504. وعلى مدار القرن السادس عشر، تم حل دير السيسترسيين واستبداله بمدرسة بروتستانتية. كما أصبح أيضًا مقرًا لمنطقة إدارية مهمة في الدوقية ومملكة فورتمبيرغ لاحقًا.
يضم المجمع المحاط بأسوار ذات أبراج وبوابة برج، اليوم قاعة بلدية ماولبرون ومكاتب إدارية أخرى ومركز شرطة. يحتوي الدير نفسه على مدرسة إنجيلية ومدرسة داخلية.

## التاريخ
في عام 1138، تبرع فارس حر يُدعى والتر فون لومرشيم بعقار في إكنويهر (مولاكر الآن) إلى الرهبان السيسترسيين لإنشاء دير جديد.   وقد تلقى التبرع دير نيوبورج، الذي أرسل مجموعة من 12 راهبًا. وصلوا في عام 1138، لكنهم وجدوا أن إكنويهر تفتقر إلى المياه ومساحة المراعي. في عام 1147، تم نقل رهبان إكنويهر إلى موقع جديد بالقرب من منبع نهر سالزاخ بواسطة أسقف شباير، غونتر فون هينيبيرج. كان هذا الموقع، مولينبرونين، على بعد حوالي 8 كيلومترات (5.0 ميل) من إكنويهر، مثاليًا للرهبان السيسترسيين. تقع في منطقة سترومبرج الجبلية، وكانت غنية بالمياه، ورغم أنها كانت قريبة أيضًا من الطريق الروماني الممتد من شباير إلى كانشتات، إلا أنها كانت معزولة. بدأ بناء مجمع دير ماولبرون بعد ذلك بفترة وجيزة واكتمل إلى حد كبير بحلول عام 1200-1201؛ تم تكريس كنيسة الدير في عام 1178 من قبل أرنولد الأول، رئيس أساقفة ترير.
سرعان ما بدأ الدير الجديد في ماولبرون فترة من النمو الاقتصادي المطرد والأمان القانوني بدعم من الأسقف هينبيرج، وهو مؤيد للرهبان السيستريكيين والهوهنشتاوفن الذين كانوا في ذلك الوقت حكام الإمبراطورية الرومانية المقدسة. في عام 1148، تنازل الأسقف هينبيرج عن التزام ماولبرون بدفع الضرائب على كمية كبيرة من الغابات التي كان على رهبانها إزالتها ومنح البابا يوجين الثالث الدير حق الرعاية. في غضون ذلك، سعى ماولبرون بقوة إلى الاستحواذ على أراضٍ جديدة. في عام 1151، أسس ماولبرون دير برونباخ، ثم استحوذ على مزارع فولمنباخر وإلفينجر في عامي 1152 و1153 على التوالي،[12] ثم أسس دير شونتال في عام 1157. أعفيت ماولبرون من دفع العشور وتم تعيينها ديرًا إمبراطوريًا من قبل الإمبراطور فريدرش الأول في عام 1156 الذي أدرج ممتلكات ماولبرون على أنها تتألف من إحدى عشر مزرعة وأجزاء من ثماني قرى والعديد من مزارع الكروم. وأكد البابا ألكسندر الثالث ممتلكات الدير مرة أخرى في عام 1177؛ بحلول ذلك الوقت، كانت ماولبرون تمتلك سبعة عشر مزرعة.   
كانت القرنان الثالث عشر والرابع عشر فترات صراع بالنسبة لمولبرون، على الرغم من أنه في النصف الثاني من القرن الثالث عشر مُنحت الولاية القضائية القانونية على أراضيها من قبل البابا ألكسندر الرابع. وفقًا لقواعد النظام السيسترسي، كان لابد أن يعمل في أراضيها إخوانها العلمانيون. ومع ذلك، تضاءل عدد الإخوة العلمانيين في مولبرون خلال القرن الثالث عشر، بسبب الصراع بينهم وبين الرهبان، ونتيجة لذلك اعتمد الدير بشكل متزايد على العمال المستأجرين لعمل أرضه. حوالي عام 1236، أصبح بيت إنزبيرج رعاة مولبرون، أو حماة. ومع ذلك، كان هناك صراع مستمر مع عائلة إنزبيرج، حتى أن نزاعًا واحدًا في عام 1270 شهد قمع الدير مؤقتًا. نقل الإمبراطور كارل الرابع دير ماولبرون إلى بالاتينات الانتخابية في عام 1372، لكن هذا الفعل جر الدير إلى صراع القوة بين بالاتينات ومقاطعة فورتمبيرغ المتوسعة.
عاد الرخاء إلى ماولبرون في القرن الخامس عشر. أظهر رؤساء الدير ثروة الدير في عام 1450، عندما قدم بسهولة أكبر مساهمة من أي دير سيسترسي في ذلك العام إلى دير سيتو، مقر الرهبنة. في عام 1464، تولى ماولبرون ديون دير بايريس في الألزاس ودمجه كدير. كما سيطر ماولبرون على أديرة مارينتال وريشتينشوفن وليشتينستيرن وهيلسبروك وكوينجسبروك. بلغ عدد الرهبان في ماولبرون ذروته عند مائة وخمسة وثلاثين في ستينيات القرن الخامس عشر ولم ينخفض إلا إلى أقل من مائة مرة أخرى في نهاية القرن. في عام 1492، سحب الإمبراطور ماكسيميليان الأول فوجتي ماولبرون من بالاتينات. كما منع ماكسيميليان الأول أي تحصينات أخرى للدير، وأمر بهدم أعماله القائمة.

### الضم من قبل فورتمبيرغ

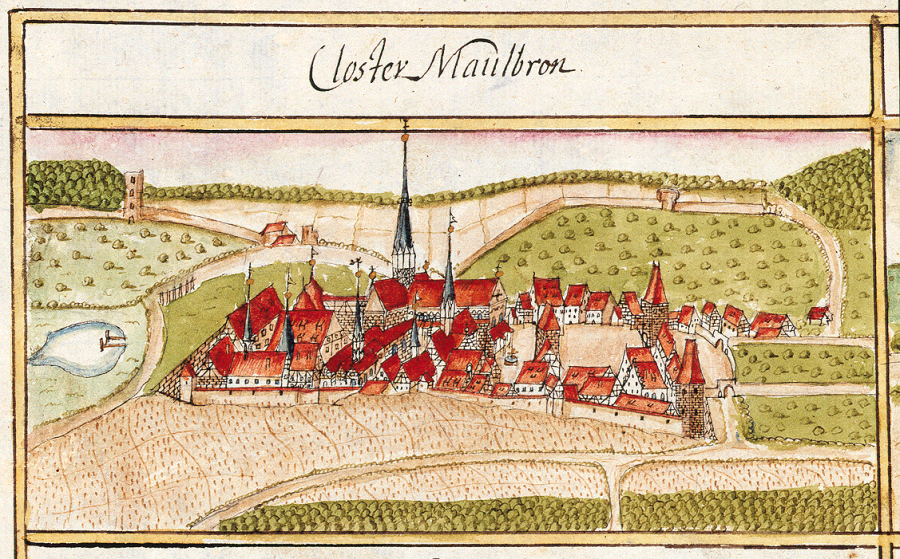
منظر لمولبرون من الشمال في عام 1683 بواسطة أندرياس كايزر (de)}}

في عام 1504، أثناء حرب خلافة لاندسهوت، استولى أولريش دوق فورتمبيرغ على ماولبرون بعد حصار دام سبعة أيام. ثم نقل أولريش لاحقًا رتبة ماولبرون إليه، مما أدى فعليًا إلى ضم الدير وأراضيه إلى دوقية فورتمبيرغ. في عام 1525، احتل الدير فلاحون شاركوا في حرب الفلاحين الألمان في عام 1525 وطُرد الرهبان.  
اعتنق الدوق أولريش العقيدة اللوثرية في عام 1534، وأمر بعد ذلك بحل جميع الأديرة داخل أراضي فورتمبيرغ، واستولى على ممتلكاتها. كانت ماولبرون الاستثناء الوحيد لهذا الأمر، حيث كان من المقرر أن تستضيف الرهبان المطرودين من الأديرة الأخرى. في عام 1536، انتقل رئيس دير ماولبرون إلى بايريس وفي العام التالي بدأ إجراءات قانونية لاستعادة ماولبرون. قرر مجلس الإمبراطورية الرومانية المقدسة لصالح السيسترسيين في عام 1548 في معاهدة أوغسبورغ المؤقتة، والتي أعقبت هزيمة أولريش والأمراء البروتستانت الآخرين في حرب شمالكالدي. أُمر أولريش بترميم أديرة فورتمبيرغ، ورغم محاولته تأخير ترميمها، عاد السيسترسيون إلى ماولبرون في عام 1548. بعد أن أعاد صلح أوغسبورغ عام 1555 السلام الديني في الإمبراطورية، تمكن كريستوف دوق فورتمبيرغ من إصلاح الدوقية بالكامل.
في عام 1556، أصلح كريستوف الأديرة. باتباع برنامج وضعه أحد مستشاريه، يوهانس برينز، أسس المعاهد البروتستانتية في ثلاثة عشر من أديرة فورتمبيرغ. تم استيعاب ممتلكات ماولبرون في الدوقية وتنظيمها في منطقة إدارية جديدة. عُيِّن البروتستانتي فالنتين فانيوس، الراهب السابق في ماولبرون، رئيسًا للدير وبالتالي رئيسًا لمدرسة ماولبرون اللاهوتية في عام 1558.
عُقِدت ندوتان لوثريتان في ماولبرون، في عامي 1564 و1576.
أجبرت حرب الثلاثين عامًا مدرسة الدير على الإغلاق حتى عام 1656.
أثناء حرب السنوات التسع، كانت ماولبرون جزءًا من الشبكة الدفاعية لخطوط إبينجن، التي بناها لويس ويليام، مارغريف بادن بادن، من عام 1695 إلى عام 1697.
في السنوات الأخيرة من القرن السابع عشر، كلف الدوق لودفيغ الثالث مهندس بلاطه، جورج بير، بتجديد الدير للمدرسة اللاهوتية. في ذلك الوقت، بنى لودفيغ الثالث نزل صيد على أراضي الدير، من المحتمل أن يكون بير هو من صممه.

### العلمانية والمحافظة
أخيرًا، أصدر الملك فريدرش الأول مرسومًا علمانيًا بدير ماولبرون في عام 1806.
بدأت الجهود الرامية إلى الحفاظ على الطابع القروسطي لمجمع الدير واستعادته في عام 1840.
استولى الحزب النازي على مدرسة الدير في عام 1941. وأعيد افتتاحها في عامي 1945 و1946.

### السياحة
تظهر الجنة والنافورة في الحمام على عملة 2 يورو من سلسلة البوندسلاندر الألمانية لعام 2013. تم سك 30 مليون من هذه العملات في برلين وميونيخ وشتوتغارت وكارلسروه وهامبورغ. يزور الدير في المتوسط 235000 شخص كل عام اعتبارًا من عام 2019. 

## الأراضي والهندسة المعمارية

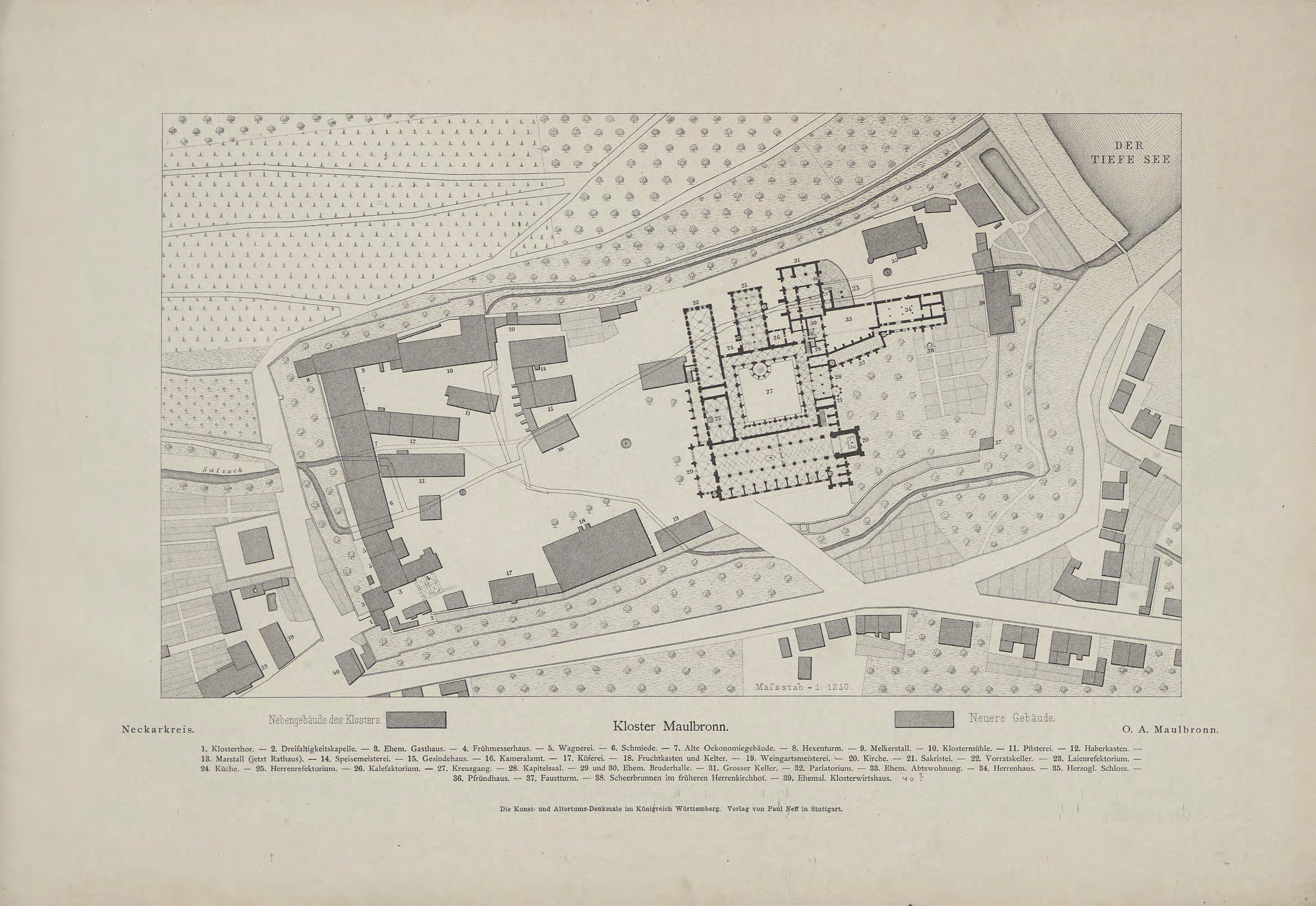
خريطة مجمع الدير

لا يزال التاريخ المعماري لمجمع دير ماولبرون غير مفهوم بالكامل. تم بناء الدير في القرن الثاني عشر على الطراز الروماني، على الرغم من الحفاظ على القليل من أعمال القرن الثاني عشر - البوابة وأبوابها الأصلية. كان النمط المحدد المستخدم، المسمى "نمط هيرساو"، أصليًا في شوابيا ويتميز بأعمدة موحدة وإطارات مستطيلة حول الأقواس الرومانية. قرب نهاية القرن الثاني عشر، تأثرت هندسة السيسترسيين بالهندسة القوطية، وبدأت الطائفة في نشرها من شمال شرق فرنسا. من عام 1210 إلى 1220، قام مهندس معماري مجهول تلقى تدريبه في باريس بتشييد أول مثال للعمارة القوطية في ألمانيا في نارتكس ماولبرون، والجزء الجنوبي من ديرها، وغرفة طعام الرهبان. وصل الطراز القوطي المتأخر إلى ماولبرون من أواخر القرن الثالث عشر إلى منتصف القرن الرابع عشر، ومرة أخرى في العصر الرومانسي الألماني في أواخر القرن التاسع عشر. هناك قدر محدود للغاية من عمارة عصر النهضة في ماولبرون، ويمثلها في المقام الأول قصر الصيد الخاص بدوق لودفيج. 
الدير ككل لا يزال قائماً ويرجع الفضل في ذلك في الغالب إلى دوقات فورتمبيرغ.
كان الدير محميًا بجدار حجري وبوابة جسر متحرك وخمسة أبراج. يعود أصل هذه الهياكل إلى القرن الثالث عشر.

### الفناء الغربي

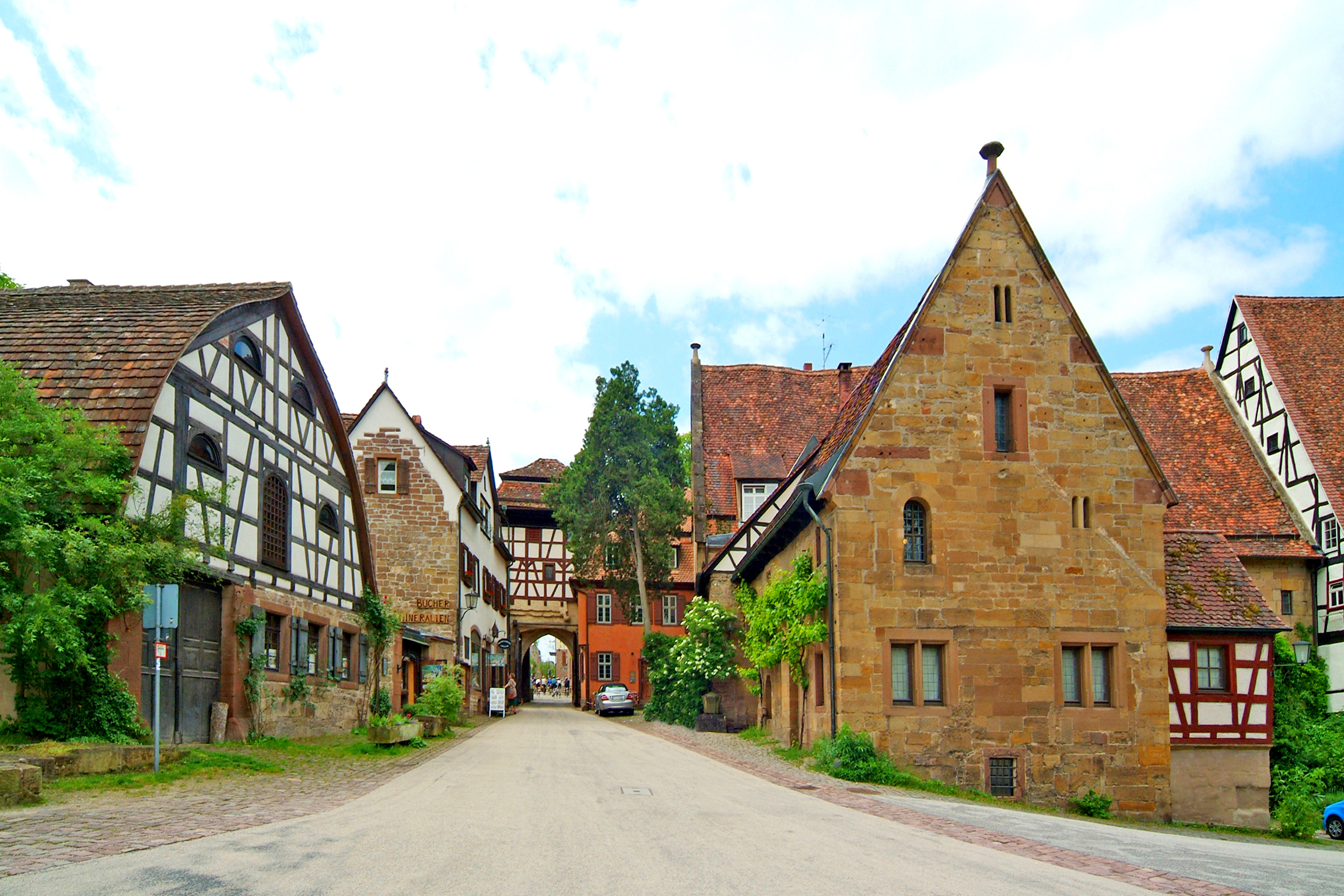
منطقة المدخل، الفناء الغربي

لا يزال الدخول إلى المجمع يتم من خلال بوابة الحراسة، في الزاوية الجنوبية الغربية، على الرغم من أن الجسر المتحرك لم يعد موجودًا. تم بناء المبنى الخشبي في الجزء الخلفي من بوابة الحراسة حوالي عام 1600 والسقف في عام 1751. خلف بوابة الحراسة مباشرة توجد الصيدلية، وهي في الأصل نزل، ومقر إقامة الراهب المسؤول عن إعطاء القداس في الصباح الباكر للضيوف في الدير. ينقسم الجزء الداخلي من المبنى إلى مدفأة مفتوحة كبيرة وقاعة المدخل. يوجد بالصيدلية بيت عربات من القرن التاسع عشر، وهو الآن متحف، يقع فوق كنيسة بُنيت حوالي عام 1480. لا تزال أسس جوقة الكنيسة قائمة خلف بوابة العربات، وكذلك بقايا بوابة رومانية هدمت عام 1813. يشير أنبوب الرصاص الموجود هنا إلى أنه كان هناك بئر قريب. شرق البوابة يوجد علب الفاكهة، وهو اليوم قاعة حفلات موسيقية. تم بناؤه في القرن الثالث عشر ثم أعيد بناؤه بالكامل وتوسيعه في عام 1580 لتخزين واستخدام معدات صناعة النبيذ. 
إلى الشمال من البوابة توجد المباني الإدارية والاقتصادية للدير. وعلى طول الجدار الغربي للدير توجد ورش الحدادة وصناعة العجلات. وإلى الشرق من الحداد توجد الإسطبلات السابقة، والتي كانت قاعة مدينة ماولبرون منذ أوائل القرن التاسع عشر. وقد تم تحويل المبنى في عام 1600 من مظهره القوطي الأصلي إلى هيكل عصر النهضة الحالي. وإلى الشمال مباشرة من قاعة المدينة توجد هابركاستن، والتي تستخدم كمخزن حبوب، وبجوارها يوجد مكان عمل ومقر إقامة رئيس خباز الدير. وأخيرًا، توجد ثلاثة مبانٍ نصف خشبية. الأول هو سبيسيميستيراي، بجوار مصنع الخشب، والثالث هو بورساريوم، الذي بُني عام 1742 كمكتب للمقبرة ولكنه استُخدم كمركز شرطة وموثق اعتبارًا من عام 2019. أما المبنى الأوسط، الذي بُني عام 1550، فكان مقرًا للخدم.

### الدير

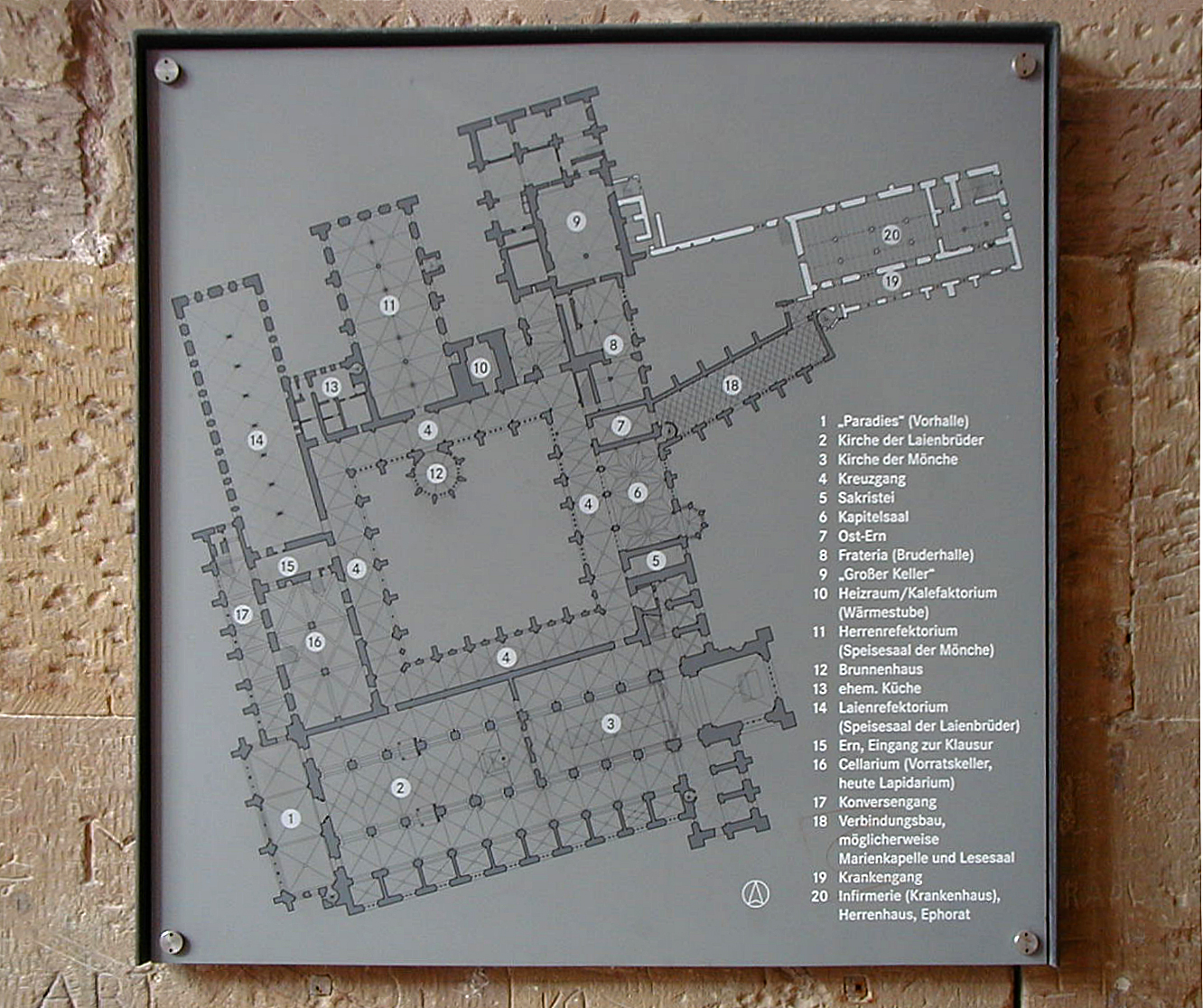
مخطط الدير باللغة الإنجليزية: 1. الفردوس، 2. كنيسة الإخوة العلمانيين، 3. كنيسة الرهبان، 4. الدير، 5. خزانة الملابس، 6. بيت الفصل، 7 و 15. الممرات، 8. الأخوية، 9. القبو الكبير، 10. مصنع التدفئة، 11. غرفة طعام الرهبان، 12. المراحيض، 13. المطبخ، 14. غرفة طعام الإخوة العلمانيين، 15. مدخل الدير، 16. القبو، 17. ممر الإخوة العلمانيين، 18. مبنى الممر، 19 و 20. المستشفى

في وسط مجمع الدير يوجد الدير، حيث عاش الرهبان والإخوة العلمانيون وصلوا. كان الدير يقسم المجموعتين بشكل صارم. كان الأمر كذلك حتى في الكنيسة، التي تنقسم إلى أقسام للأولى والثانية بواسطة جدار الجوقة. يوجد اثنان من القبوريوم، مزينان بالضفادع والسحالي والجماجم وعدد من الأعمال التي تعود إلى العصور الوسطى على جانبي جدار الجوقة. أمام هذا الجدار على جانب الأخ العلماني توجد صورة كبيرة للمسيح المصلوب، منحوتة حوالي عام 1473 من كتلة واحدة من الحجر. في نهاية قسم الأخ العلماني يوجد الأورغن، الذي نصبه جيرهارد جرينزينغ في عام 2013. في الجوقة توجد مادونا وطفلها، مادونا ماولبرونر، المصنوعة في مكان ما بين عامي 1307 و1317. في الهيكل الموجود بالأسفل يوجد كرسي رئيس الدير ومجموعة من مقاعد الجوقة التي تتسع لـ 92 راهبًا. وقد نُحتت حوالي عام 1450 بواسطة سيد غير معروف، ربما هانز مولتشر، الذي غطاها بمشاهد توراتية ومخلوقات أسطورية. تصور اللوحات الجدارية داخل الكنيسة عبادة المجوس، ودخول مؤسس ماولبرون والتر فون لوميرشايم إلى الدير كأخ علماني. كما توجد أيضًا شعارات النبالة للنبلاء الذين تبرعوا لبناء الدير. تمت إضافة مصليات المتبرعين، التي بُنيت داخل الكنيسة وليس خارجها، والسقف القوطي المقبب، ليحل محل السقف الخشبي المسطح الأصلي، عندما تم تجديد الكنيسة في أواخر القرن الخامس عشر. يصور المذبح، الذي من المحتمل أنه من صنع جنوب ألمانيا، آلام المسيح وكان مطليًا بالذهب ومطليًا ذات يوم. تلك القطع المتبقية من المجموعة كانت موجودة منذ عام 1978 على لوح من الحجر الرملي في الكنيسة. 
إن رواق الكنيسة هو أقدم مثال للعمارة القوطية في ألمانيا - "الجنة"، التي بنيت حوالي عام 1220. تحتوي البوابة المؤدية إلى كنيسة الإخوة العلمانيين على أقدم الأبواب التي يمكن تأريخها في ألمانيا، والتي صُنعت من خشب التنوب في عام 1178. تم تزيين الباب بالحديد المطاوع والرق الذي كان ليتم لصقه على الباب وطلائه باللون الأحمر. يقع الدير مباشرة إلى الشمال من كنيسة الدير، وقد تم بناء الجزء الجنوبي منه بواسطة ورشة سيد الجنة من عام 1210 إلى عام 1220. يمكن للإخوة العلمانيين الدخول إلى الدير أو الخروج منه من ممر على جانبه الغربي. يؤدي هذا إلى مجموعة من السلالم المؤدية إلى مبيت الإخوة العلمانيين، وغرفة الطعام العلمانية في الطابق الأرضي. تدعم أقبية الفخذ سبعة أعمدة نحيلة مزدوجة الأعمدة تم تركيبها في عام 1869. مقابل الممر المؤدي إلى الدير من قاعة الطعام العادية يوجد القبو، وهو الآن عرض لأدوات البناء الحجرية.
على الجانب الشمالي من الدير يوجد المراحيض، حيث كان الرهبان يغتسلون قبل الوجبات وللوضوء. يعود تاريخ غالبية النافورة الموجودة بالداخل إلى عام 1878؛ فقط وعاء القاعدة هو الأصلي. تمت إضافة النوافذ القوطية الخمسة من عام 1340 إلى عام 1350 وتم بناء الهيكل الخشبي فوق المراحيض حوالي عام 1611 بأسلوب مشابه لأسلوب هاينريش شيكهارت. تم رسم أقبية المراحيض بتصوير أسطورة تأسيس ماولبرون. مقابل بيت النافورة يوجد مطعم الرهبان، حيث كان الإخوة الأشقاء يتناولون وجباتهم ويستمعون إلى قراءة الكتاب المقدس. من المحتمل أن يكون هذا المبنى قد تم بناؤه أيضًا من قبل سيد الفردوس، كما يتضح من عناصر القوطية المبكرة في داخله. تم طلاء أضلاع الأقبية باللون الأحمر في القرن السادس عشر. يقع المطبخ الذي يزود قاعتي الطعام بينهما، ولكن تم ترتيبه على هذا النحو لإبعاد الدخان والروائح عن بقية الدير.
على الرغم من أن النظام السيسترسي حظر الغرف المدفأة، فإن ماولبرون لديه مصنع حراري يتم تسخينه بإشعال النار في غرفة مقببة أسفل المصنع الحراري. يتم توجيه الدخان إلى الخارج وترتفع الحرارة إلى المصنع الحراري من خلال 20 حفرة في أرضيته. كانت الغرفة الوحيدة المدفأة في الدير.

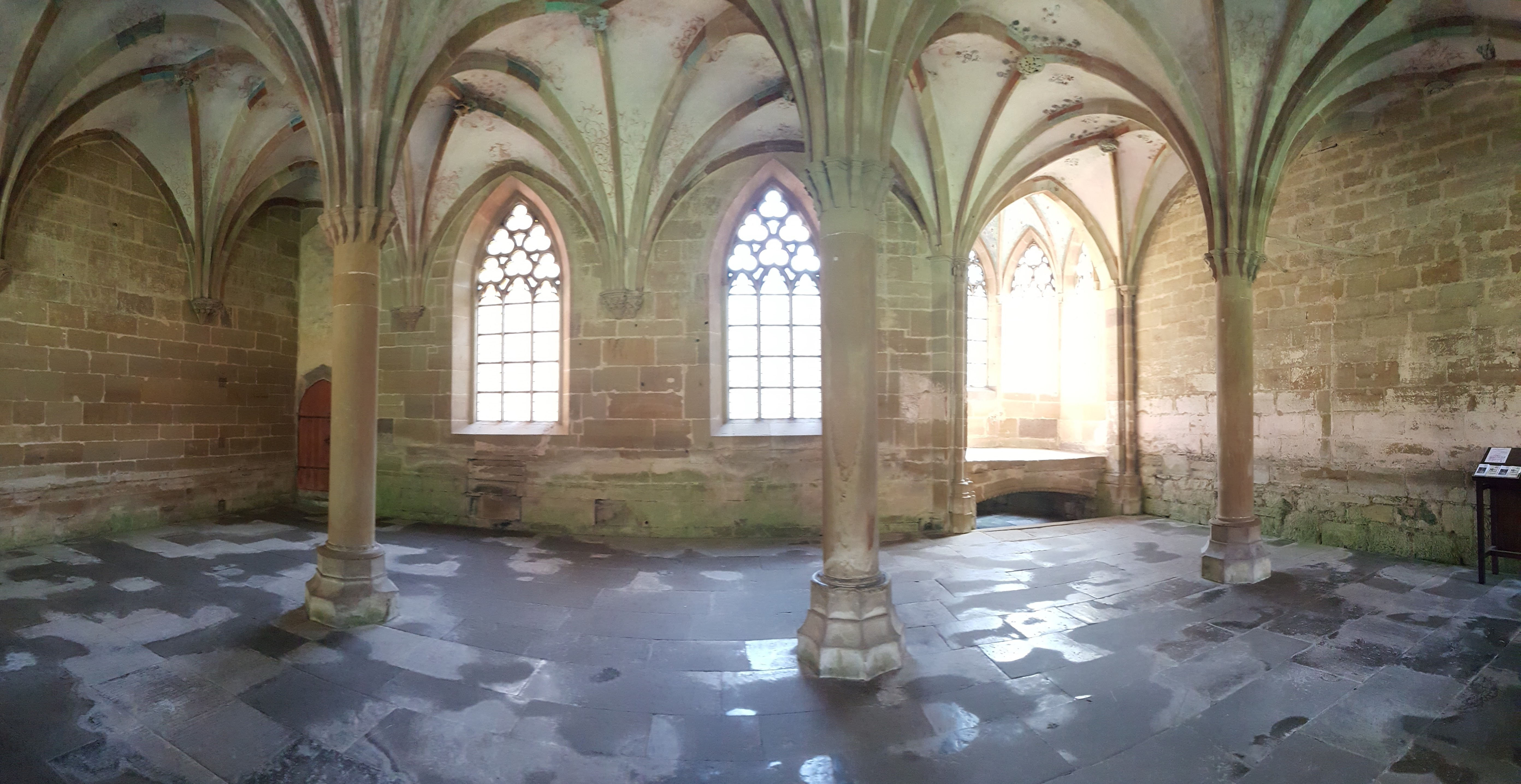
بيت الفصل، الجدار الشرقي

يوجد في وسط الجانب الشرقي من الدير بيت الفصل، حيث يمكن للرهبان كسر قسم الصمت. تدعم ثلاثة أعمدة أقبية الغرفة النجمية، المكسوة بلوحات جدارية حمراء من عام 1517. يصور أحد أحجار الأعمدة، بشكل غير عادي، ثمانية نسور.
يؤدي درج على الجانب الشرقي من الدير إلى مبيت الرهبان.
يؤدي ممر على الجانب الشرقي من الدير إلى مبنى متصل على الطراز القوطي المتأخر، بناه الأخ العلماني كونراد فون شمي، ويؤدي إلى مستشفى الدير، إيفورات. تم تزيين المبنى المتصل بجدارية تصور بنديكت نورسيا وبرنارد من كليرفو راكعين أمام العذراء مريم. من الرمزية، يُعتقد أن هذه المساحة كانت تستخدم ككنيسة مريمية أو غرفة نسخ أو مكتبة. بعد استحواذ دوقات فورتمبيرغ على ماولبرون، تم تجديد المستشفى كمقر إقامة لرئيس الدير واكتسب اسمه من لقب رئيس الدير "إيفوروس".

### الفناء الشرقي

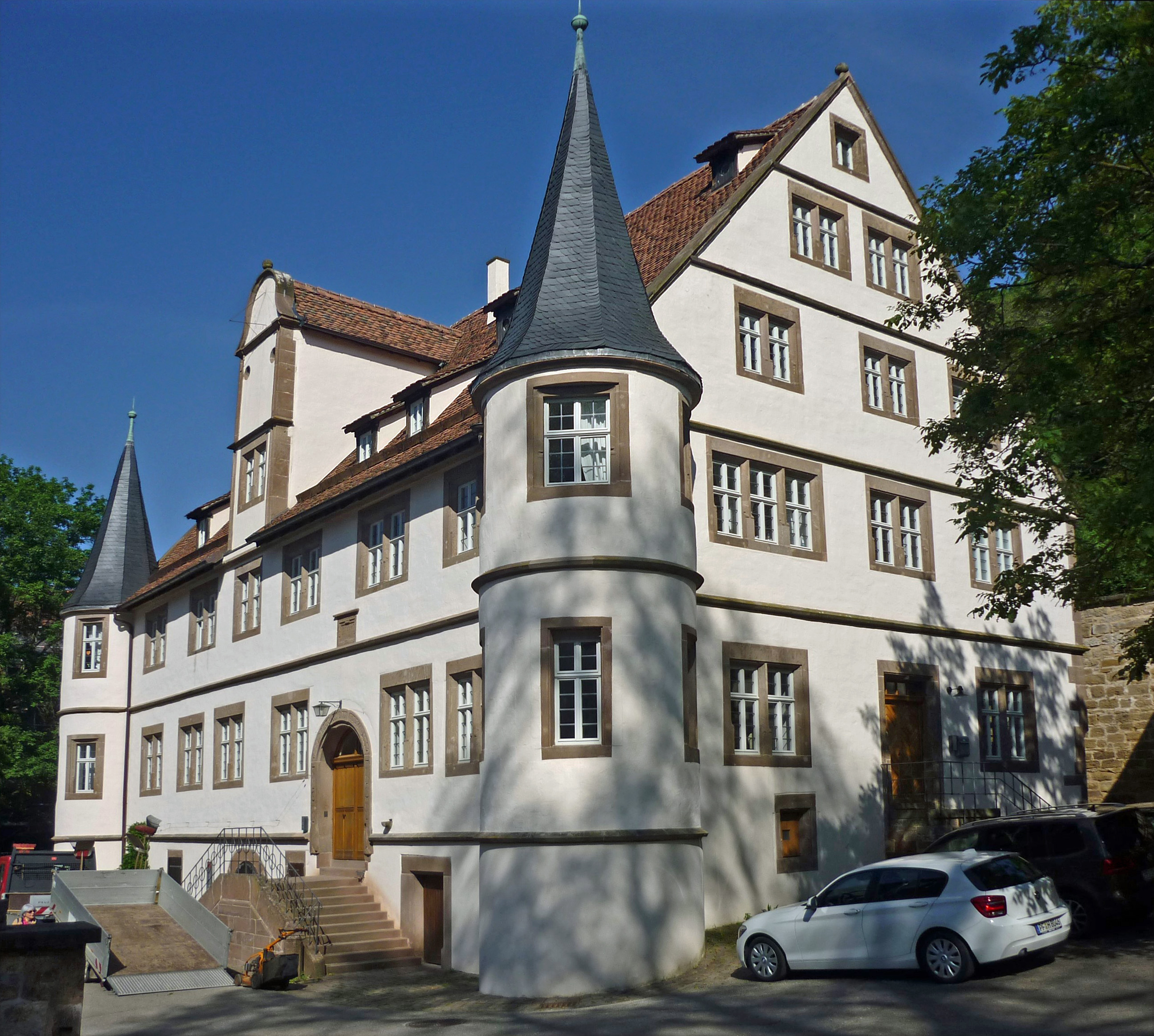
نزل صيد الدوق لويس الثالث.

في عام 1588، بنى الدوق لويس الثالث قصرًا فوق قبو مبنى سابق، من المحتمل أنه كان مقر إقامة رئيس الدير. أثناء وجود أوبيرامت ماولبرون، كان قصر لويس الثالث هو المكتب الإداري له. بالقرب من أنقاض بفروندهاوس، حيث أقام المتبرعون الذين اشتروا معاشًا مدى الحياة من الدير. تم تشييد المبنى في عام 1430 واستخدم كمأوى للفقراء في القرن التاسع عشر حتى دمره حريق في يناير 1892.
في الزاوية الجنوبية الشرقية من المجمع يوجد فاوستتورم، البرج الذي يُزعم أن يوهان جورج فاوست عاش فيه أثناء إقامته في الدير في عام 1516.

### نظام المياه
كما كانت العادة مع الأديرة السيسترسية، يقع دير ماولبرون على قمة نظام متطور لإدارة المياه. من خلال تجفيف الأراضي الرطبة حول الدير وحفر سلسلة من القنوات، أنشأ الرهبان حوالي 20 بركة وبحيرة. تم تحويل مجرى مائي محلي، سالزاخ، ليتدفق تحت الدير لتشكيل مجاري الصرف الصحي الخاصة به. يمكن التحكم في مستويات المياه في هذه البحيرات، مما يسمح لرهبان ماولبرون بتشغيل طواحينهم، ولكن أيضًا لتربية الأسماك والثعابين البحرية. في إحدى هذه البرك، ألكستينسي، يمكن للرهبان تربية ما يصل إلى 5000 سمكة شبوط. لا يزال جزء كبير من النظام قيد الاستخدام وهو جزء من نقش ماولبرون في اليونسكو. كان نظام المياه قيد الدراسة من قبل مكتب بادن فورتمبيرغ للحفاظ على الآثار منذ عام 1989.

### المتاحف

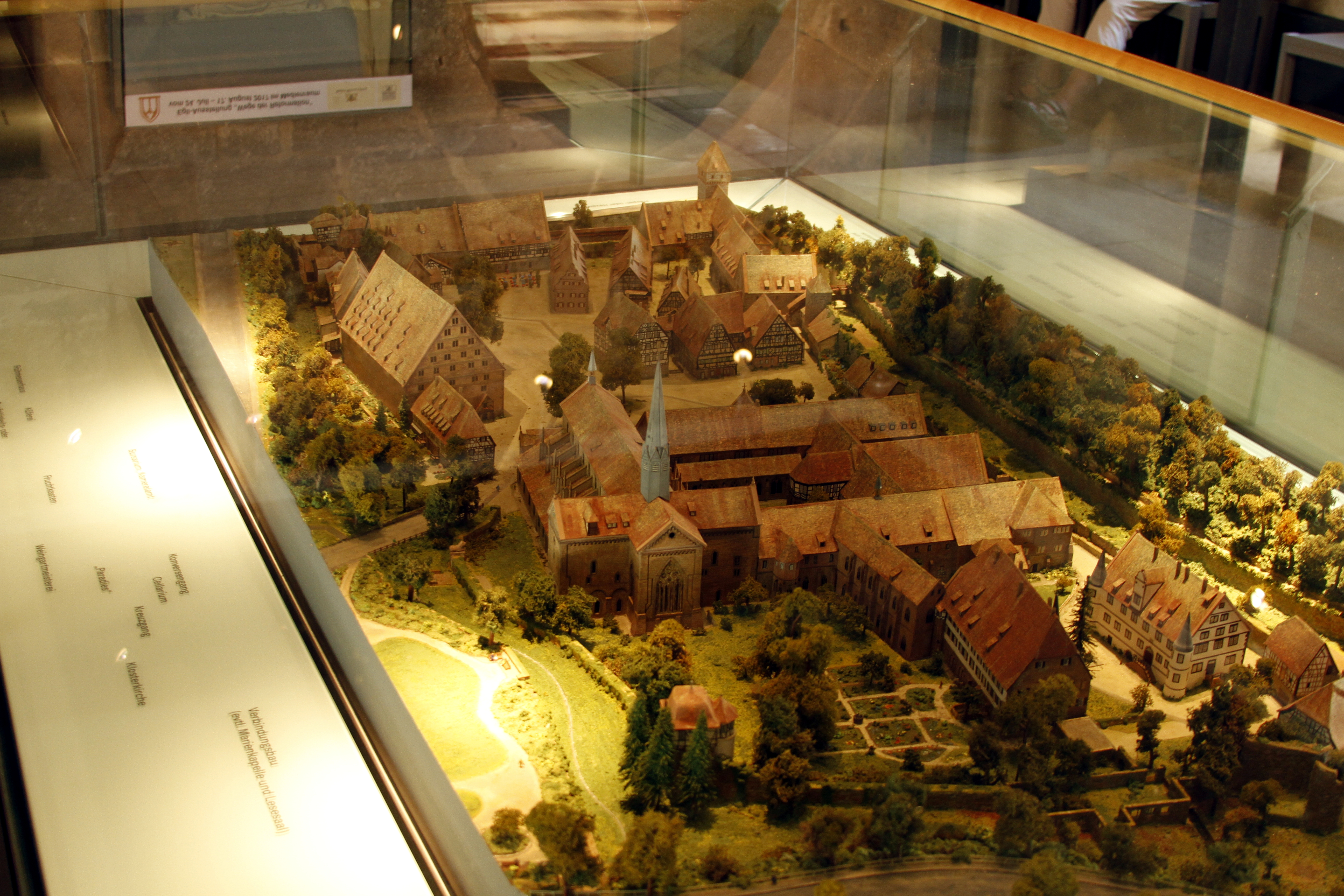
نموذج مصغر لمجمع الدير في متحف الدير

يعد مصنع البراميل، بالقرب من بوابة البوابة، مركزًا للزوار. يوجد في الطابق الأرضي نموذج مجسم لمجمع الدير وفي الطابق الثاني غرفة متحف توضح تفاصيل الحياة بعد الرهبانية في ماولبرون. يعرض منزل المرح القريب عرضًا من ثلاثة ألواح صنعه رهبان ماولبرون يوثق تأسيسه والظروف المرتبطة به.
يوجد داخل مجمع الدير متحف أدبي مكون من ثلاثة أجزاء، "البحث عن الصور وكتابة التعليقات"، تديره ولاية بادن فورتمبيرغ. الأول من هذه المتاحف، "زيارة"، يعرض صورة ماولبرون في الأدب. التالي هو "تعليم"، المخصص لاستخدام الدير كمدرسة بروتستانتية مع التركيز على خريجي المدرسة مثل يوهانس كيبلر وفريدريش هولدرلين وهيرمان هيسه. أخيرًا، يعرض معرض "كتابة" أعمال الرهبان في ماولبرون ومكتبة تمتد على مدار 800 عام و50 كاتبًا.
يضم قبو الدير متحفًا للأحجار الكريمة ومعرضًا يوضح بالتفصيل أساليب البناء المستخدمة في ماولبرون.

### المدارس
تضم الأحياء القديمة الآن مدرسة داخلية، وهي مدرسة ماولبرون الإنجيلية، التي تديرها الكنيسة الإنجيلية اللوثرية في فورتمبيرغ.